# Гладиш Роман Іванович

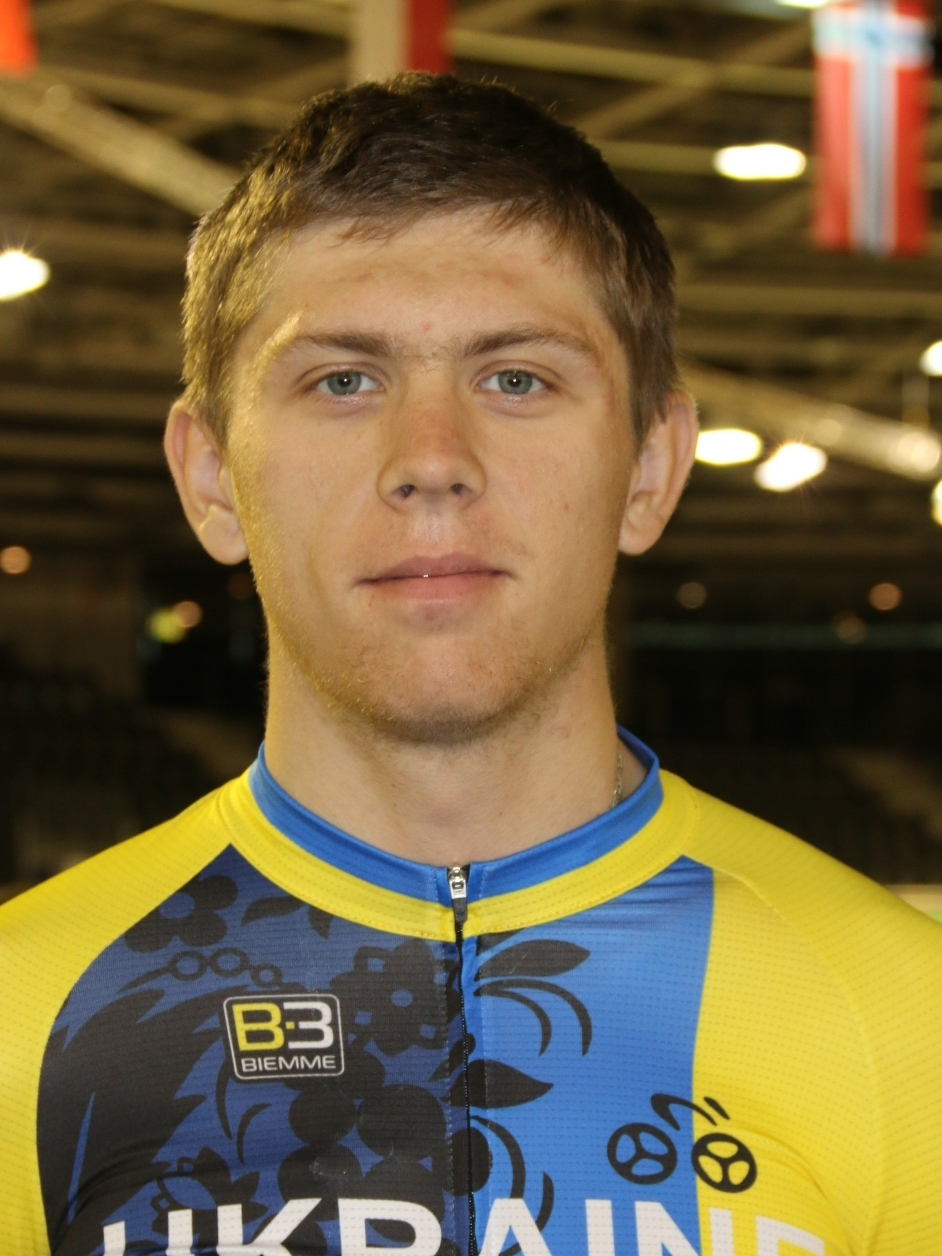
Роман Гладиш (2017)

Роман Гладиш (нар. 12 жовтня 1995) — найкращий велотрековик України за результатами змагань у 2014 році (за підсумками сезону Федерації велосипедного спорту України). На його рахунку 1285 залікових очок, що на 285 більше від найближчого переслідувача.

## Життєпис
Роман Гладиш народився 12 жовтня 1995 року у м. Львові. Розпочинав у львівській СДЮШОР «Локомотив» під керівництвом Василя Шаповалова та Андріана Ковбасюка. 2010 — вступив у 9 клас Львівського училища фізичної культури у групу старшого вчителя відділення велоспорту Андрія Каргута. 2011–2013 р.р. — неодноразові перемоги на чемпіонатах України серед юніорів та андерів (молодь до 23 років), а у 2014 році став найкращим і серед еліти. На чемпіонатах Європи, змагаючись у медісоні (парна гонка за очками), у 2013 р. виборов срібну нагороду серед юніорів, а у 2014 році фінішував шостим серед дорослих. 12-ий лауреат ІІІ етапу Кубка світу (17-19 січня 2014 р.) у Мексиці.
Він студент ІІ курсу Львівського училища фізичної культури. МСМК. Входить до складу національної збірної команди України з велоперегонів на треку. Лауреат обласної премії імені В'ячеслава Чорновола (ухвалою Педагогічної ради Львівського училища фізичної культури від 27 жовтня 2014 р. за успіхи у навчанні, високі спортивні досягнення, громадську активність).